# Aeropuerto de Inyokern
El 'Aeropuerto de Inyokern o el Inyokern Airport (IATA: IYK, OACI: KIYK, FAA LID: IYK) es un aeropuerto público localizado en Inyokern, California, y sirve al área de Indian Wells Valley del condado de Kern. Es operado por el Indian Wells Valley Airport District. El aeropuerto es principalmente usado para la aviación general, pero es servido por una aerolínea comercial.

## Aerolínea y destino
United Express operada por SkyWest Airlines (Los Ángeles)